# Hesenské pluky

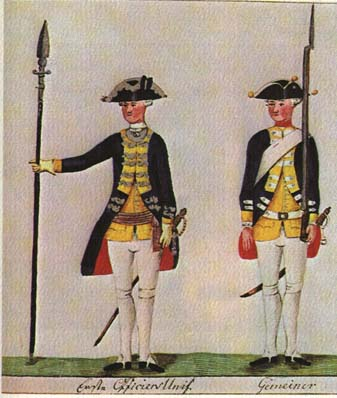
Dva Hesenští - vlevo důstojník, vpravo vojín (ilustrace z 18. století)

Pojem Hesenské pluky, Hesenské sbory či prostě Hesenští obvykle označuje vojenské jednotky pocházející převážně z lankrabství Hesensko-Kasselsko, které lankrabě Fridrich II., počínaje smlouvou z 15. ledna 1776, pronajímal svému švagrovi, králi Velké Británie Jiřímu III. Během americké revoluční války fungovaly zejména jako podpora britské armády. Jejich velitelem byl nejprve Leopold Philipp von Heister a od konce roku 1776 generálporučík Wilhelm von Knyphausen. Hesenští však nesloužili jen Britům v Americe, ale využívali je v různých válkách v průběhu 18. století mnozí další evropští monarchové.

## Účast hesenských jednotek v „cizích“ válkách
Malé německé státy ze Svaté říše římské disponovaly profesionálními armádami, které byli jejich monarchové ochotni pronajímat různým válčícím stranám. Hesensko-Kasselsko bylo v tomto ohledu obzvláště výkonné. Své jednotky najímalo evropským státům od konce 17. století. V letech 1706 až 1708 sloužilo ve vojsku Evžena Savojského 10 000 Hesenských. V roce 1714 si 6 000 těchto mužů najali Švédové na boje s Ruskem. V sedmileté válce sloužili v pruské armádě. Hesenští vojáci, mnohdy v počtu pohybujícím se okolo 20 000, byli velmi často najímáni vládnoucím monarchou Velké Británie, například při jakobitských povstáních roku 1715 a 1745, během války o rakouské dědictví, sedmileté války a během povstání Irů v roce 1798.
Hesensko-Kasselsko se jako stát těchto válek většinou neúčastnilo (výjimkou byla například sedmiletá válka, kdy byla země nějaký čas okupována Francouzi), ve výsledku z bojů nic nemělo (kromě peněz za pronájem vojáků) a někdy se také mohlo stát, že jejich jednotky zároveň sloužily v armádách nepřátelských států. Příkladem může být válka o rakouské dědictví, kde tito vojáci bojovali jak na straně Britů, tak Bavorů. Reputace Hesenských byla vysoká, napříč Evropou byli považováni za vysoce kvalitní vojáky. V poměru počtu vojáků vůči množství obyvatel bylo Hesensko-Kasselsko nejvíce militarizovaným státem v Evropě v 18. století, převyšovalo v tomto ohledu i Prusko. V průměru zde sloužilo ve vojsku 5 až 7 % obyvatelstva. Každá čtvrtá domácnost měla někoho v armádě. Stát si vyráběl ve své režii i uniformy a zbraně, dělníci v těchto manufakturách si díky jejich prosperitě vydělávali relativně vysoké mzdy. Z peněz za pronájem vojáků financovala státní pokladna veřejné stavby a investovala do zemědělství a manufakturní výroby.

## Hesenští v americké revoluci

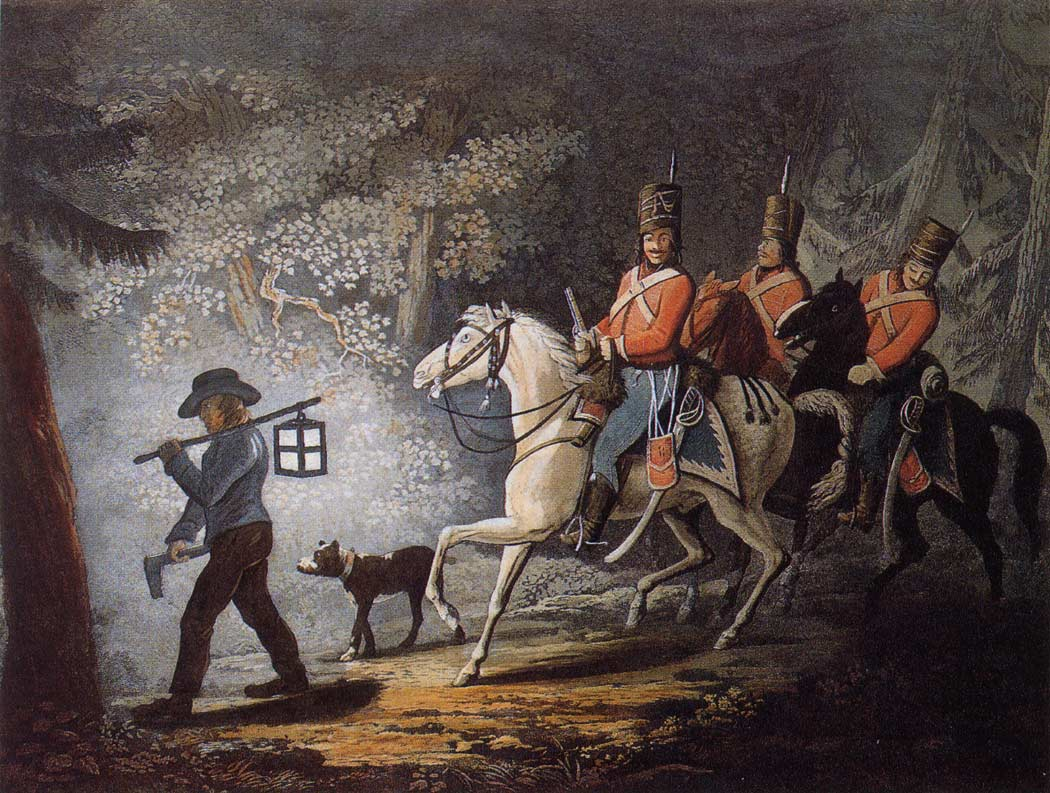
Hesenští husaři v Americe

Nejvíce jsou Hesenští spojováni s americkou revolucí. Velká Británie udržovala relativně malou stálou armádu, takže se na počátku americké revoluční války ocitla ve velkých nesnázích. Několik německých knížat vidělo příležitost vylepšit si svůj příjem pronájmem svých vojenských jednotek pro službu v Americe. Jejich vojáci vstoupili do britské služby nikoli jako jednotlivci, ale v celých jednotkách, s jejich obvyklými uniformami, vlajkami, výstrojí a důstojníky. Způsoby náboru se lišily podle státu původu. Například kontingent z knížectví Waldeck pocházel z armády knížectví založené na všeobecném odvodu, od níž byli osvobozeni pouze studenti. Ostatní německá knížata se spoléhala na dobrovolné dlouhodobé zařazení doplňované odvedenci, když počet dobrovolníků klesl. Většina knížat byla i příbuzenským stavem spjata s hannoverskou dynastií vládnoucí ve Velké Británii a Irsku.
Celkem bojovalo v americké revoluci 29 875 (30 067) německých vojáků, což byla téměř čtvrtina všech vojáků poslaných do Britské Ameriky. Z tohoto počtu pocházelo 16 992 mužů z hlavní severní části Hesenska-Kasselska a 2 422 z jižněji položené přidružené části tohoto lankrabství včetně města Hanau. Další kontingenty pocházely z Brunšviku (4 300), z markrabství Ansbach-Bayreuth (2 353) a z knížectví Anhalt-Zerbst (1 119) a Waldeck (1 225). Protože většina německých vojsk pocházela z Hesenska, používají američtí historikové termín „Hesenští“ (Hessians) jako označení všech německých vojsk bojujících na britské straně.

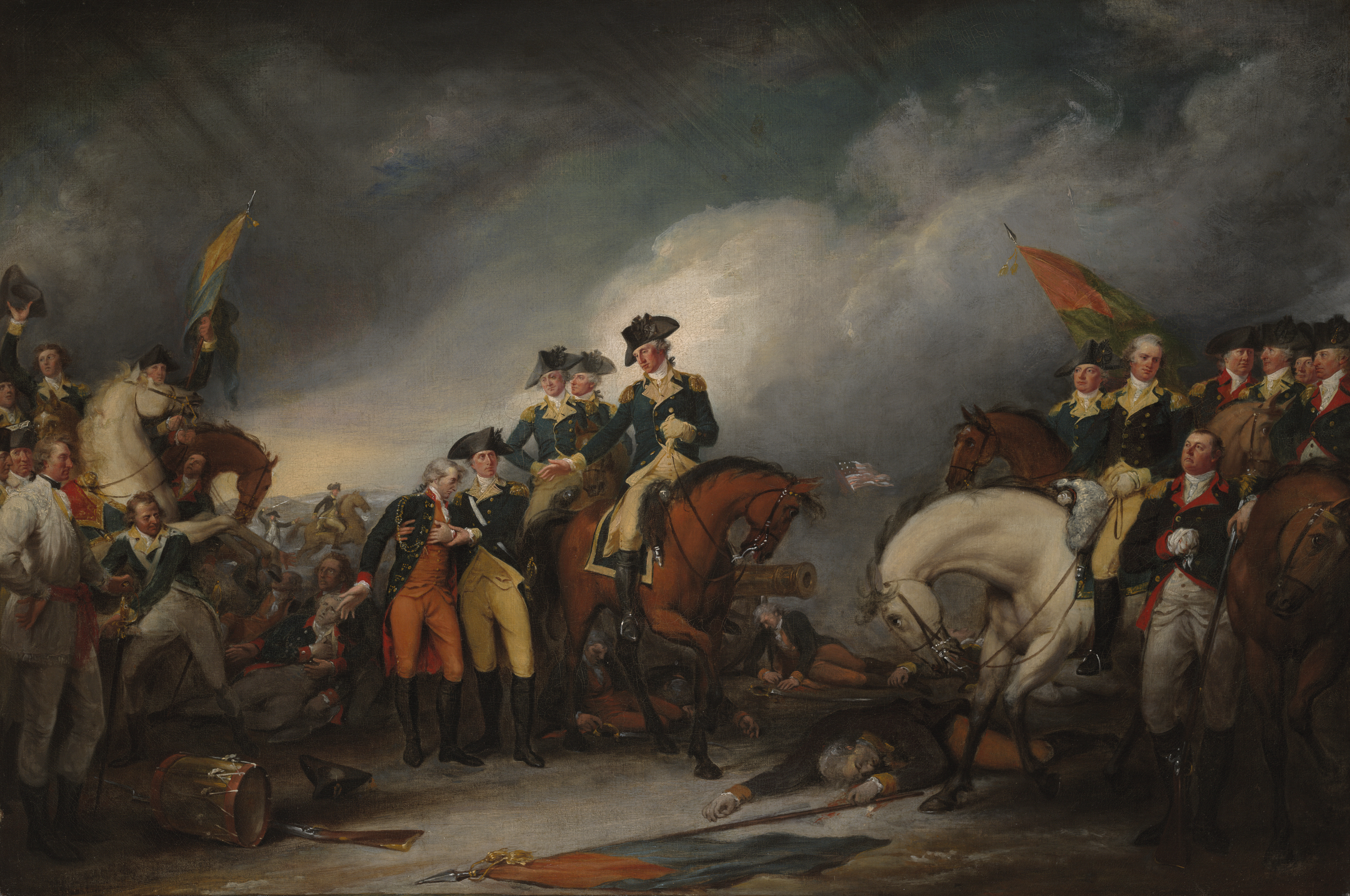
George Washington zajímá Hesenské v bitvě o Trenton (26. prosinec 1776), obraz Johna Trumbulla

Jednalo se především o různé druhy pěchoty (polní myslivce, mušketýry, ostrostřelce, „fyzilíry“), granátníky, jednotky dělostřelectva a z jezdectva šlo především o husary. První střet, jehož se tito vojáci zúčastnili, byla bitva o Long Island v srpnu 1776. Následně bojovali téměř ve všech významných bitvách, ačkoliv po roce 1777 je Britové využívali spíše jako jednotky na patrolu a jako útvary zajišťující zázemí.

### Americká reakce, osud německých vojáků
Použití německých jednotek při neúspěšném pokusu o potlačení vzpoury v britských koloniích v Americe velmi pobouřilo americké aktivisty. Dalo podnět k jednomu z 27 obvinění proti králi Jiřímu III. v Deklaraci nezávislosti Spojených států amerických, totiž že dopravuje na půdu nově vzniklých USA velké armády cizích žoldáků (v době vydání deklarace se ještě německé jednotky do bojů nezapojily, ale vědělo se, že byly najaty). Američané se jich obávali, Britové jimi naopak zpočátku spíše pohrdali. Pověst Hesenských jako krutých a nelítostných žoldáků však byla nejspíše nezasloužená.
Z těch asi 30 000 mužů, jež sloužili v Americe, se jich 17 313 vrátilo do Německa, do svých domovských zemí. Asi 7 700 ve válce zahynulo, z toho 1 200 bylo zabito v boji a dalších asi 6 400 zemřelo na různé nemoci a nehody. Zbývajících přibližně 5 000 zůstalo v USA či v Kanadě, kde se usadili.

## Status Hesenských
V amerických populárních příbězích jsou označováni jako britští žoldnéři, ale právníci je považovali za britské pomocné jednotky. Jako takové byly poslány suverénním panovníkem Hesenska-Kasselska na pomoc jinému suverénnímu panovníkovi proti povstalcům v jeho amerických koloniích, i když za úplatu. Charakterizace hesenských vojsk jako „žoldáků“ zůstává kontroverzní i o více než dvě století později. Také učebnice americké historie je označují jako „žoldnéře“. Britský historik Stephen Conway je však nazýval „pomocnými pluky Britů“.

## Popkultura

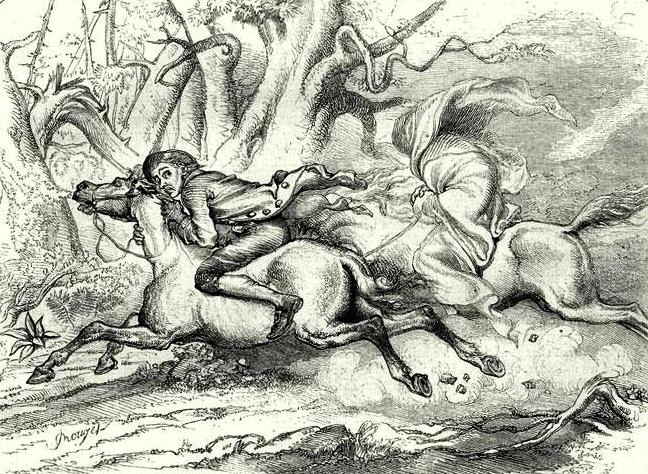
Bezhlavý hesenský jezdec pronásleduje Ischaboda (Legenda o Ospalé díře)

- Muška bejlomorka obilná (Mayetiola destructor), která škodí na obilovinách, dostala v angličtině název „hesenská moucha“ (Hessian fly), neboť se má zato, že do Ameriky dorazila spolu s hesenskými jednotkami.
- Povídka Washingtona Irvinga Legenda o Ospalé díře (Legend of Sleepy Hollow, 1820) zahrnuje slavnou postavu známou jako „Bezhlavý jezdec“, který je duchem hesenského vojáka, jehož hlavu ustřelila dělová koule v nejmenované bitvě revoluční války.
- D. W. Griffith napsal jako spoluautor scénář a režíroval krátký film The Hessian Renegades (1909) o raných fázích americké revoluce.
- Román z roku 1972 The Hessian od Howarda Fasta vypráví příběh mladého hesenského bubeníka, který je popraven v odvetě za pověšení autistického vesničana jeho důstojníkem.